# 160259 Mareike
160259 Mareike este un asteroid din centura principală de asteroizi.

## Descriere
160259 Mareike este un asteroid din centura principală de asteroizi. A fost descoperit pe 29 august 2002 la Observatorul Palomar de Sebastian F. Hönig. Asteroidul prezintă o orbită caracterizată de o semiaxă mare de 3,48 ua, o excentricitate de 0,07 și o înclinație de 2,1° în raport cu ecliptica.